# 脇坂京子
脇坂 京子（わきさか きょうこ、1月14日 - ）は、日本の女性ナレーター、リポーター、司会者。北海道出身。東京俳優生活協同組合所属（1982年 - ）。

## 出演・担当作品

### ナレーション
- 地球ウォーカー（NHK BS1、2003年4月9日 - 2004年10月24日）
- 着信御礼!ケータイ大喜利（NHK総合・NHKワールド・プレミアム、2014年5月10日）
- 戦国鍋TV 〜なんとなく歴史が学べる映像〜
- ネプリーグ（フジテレビ） - 「ネプレール」
- 設楽矢作の仲間になったらこうなった（フジテレビ）
- ハケンのMC（日本テレビ、2014年2月13日）
- 設楽矢作のワロスタシー（TBS）
- 実在性ミリオンアーサー - 「アーサーみたいにツッコもう」ナレーション
- 見る人が見た!!（テレビ朝日）
- 日曜ビッグバラエティ「復活食堂～素人が名店の味を甦らせる!～」（テレビ東京、2015年1月1日）
- マツコ&有吉の怒り新党（テレビ朝日） ‐ 「あなたの記憶を調べます 記憶調査委員会」
- 日本全国ドラレコ旅（テレビ大阪）
- 発見！ニッポンの神業スペシャル！（BS日テレ）
- 東京の素顔（CHTV）
- i-style（BS-i）

### MC
- ピジョン赤ちゃんアカデミー（フジテレビ）
- 吟詠（テレビ東京） - 司会・ナレーション
- 脇坂京子が聞く 専門シリーズ（麹町ワールドスタジオ）

### リポーター
- おはようテレビ朝日（1981年3月30日 - 1985年9月27日、テレビ朝日） - ヘリポーター

### テレビアニメ
2012年 - 2013年
- さくら荘のペットな彼女 - 車内アナウンス

2014年
- SHIROBAKO - 新幹線アナウンス

### ラジオ
- 政府広報（TBSラジオ）
- ウエルエージングアワー（ラジオたんぱ） - キャスター

### 車内自動放送
- 東海道・山陽・九州・西九州新幹線
- JR東海371系電車